# Alberto Mancini
Alberto César Mancini (Posadas, 20 maggio 1969) è un allenatore di tennis ed ex tennista argentino.

## Carriera

### Giocatore
Mancini vinse i due tornei più importanti della carriera nel 1989. Nell'aprile di quell'anno vinse il Torneo di Montecarlo, battendo Boris Becker in finale 7–5, 2–6, 7–6, 7–5. A maggio vinse gli Internazionali d'Italia battendo Andre Agassi in finale 6–3, 4–6, 2–6, 7–6, 6–1, salvando dei match point nel quarto set.  Raggiunse inoltre i quarti di finale degli Open di Francia nel 1989, che è la sua migliore prestazione della carriera in un evento del Grande Slam. Il 1989 fu anche l'anno in cui conseguì il miglior piazzamento nel ranking mondiale (ottava posizione).
Raggiunse di nuovo la finale degli Internazionali d'Italia nel 1991, ma si ritirò per un infortunio muscolare durante la finale con Emilio Sánchez, quando il punteggio era 6–3, 6–1, 3–0 in favore dello spagnolo. La sua ultima finale di un torneo importante la disputò al Torneo di Key Biscane a Miami in Florida nel 1992, dove perse da Michael Chang 7–5, 7–5. Inattivo dal luglio 1994, nel 1996 rientrò per giocare in tre tornei Challenger, l'ultimo dei quali ad aprile.

### Allenatore
Il suo primo incarico di rilievo come allenatore fu con Mariano Puerta e tra il 2003 e il 2004 seguì Guillermo Coria. Sempre nel 2004 fu il coach di Nicolas Lapentti. Nel 2004 assunse inoltre l'incarico di capitano non giocatore della squadra argentina di Coppa Davis, che mantenne fino al 2008, e in questa veste raggiunse due finali e una semifinale. Fu quindi il coach di Pablo Cuevas e in seguito di Fabio Fognini.

## Statistiche

### Singolare

#### Vittorie (3)
| Legenda                          |
| Grande Slam (0)                  |
| ATP Tour World Championships (0) |
| ATP Championship Series (2)      |
| ATP World Series (1)             |

| Numero | Data           | Torneo                        | Superficie  | Avversario in finale   | Punteggio              |
| 1.     | 6 giugno 1988  | ATP Bologna Outdoor, Bologna  | Terra rossa | Emilio Sánchez Vicario | 7-5, 7-6               |
| 2.     | 22 aprile 1989 | Monte Carlo Open, Monte Carlo | Terra rossa | Boris Becker           | 7-5, 2-6, 7-6, 7-5     |
| 3.     | 21 maggio 1989 | Internazionali d'Italia, Roma | Terra rossa | Andre Agassi           | 6-3, 4-6, 2-6, 7-6,6-1 |

#### Finali perse (5)
| Numero | Data           | Torneo                                            | Superficie  | Avversario in finale   | Punteggio             |
| 1.     | 19 maggio 1991 | Internazionali d'Italia, Roma                     | Terra rossa | Emilio Sánchez Vicario | 3-6, 1-6, 0-3 rit.    |
| 2.     | 8 giugno 1991  | Swedish Open, Båstad                              | Terra rossa | Magnus Gustafsson      | 1-6, 2-6              |
| 3.     | 15 luglio 1991 | Mercedes Cup, Stoccarda                           | Terra rossa | Michael Stich          | 6-1, 6(9)–7, 4-6, 2-6 |
| 4.     | 13 marzo 1992  | Lipton International Players Championships, Miami | Cemento     | Michael Chang          | 5-7, 5-7              |
| 5.     | 20 luglio 1992 | Austrian Open, Kitzbühel                          | Terra rossa | Pete Sampras           | 3-6, 5-7, 3-6         |

### Doppio

#### Vittorie (4)
- 1988: St. Vincent (con Christian Miniussi)
- 1989: Boston (con Andrés Gómez)
- 1989: Ginevra (con Andrés Gómez)
- 1990: Nizza (con Yannick Noah)

#### Finali perse (2)
- 1988: Monaco di Baviera (con Christian Miniussi)
- 1988: Palermo (con Christian Miniussi)